# 高群保
高群 保（たかむれ たもつ）は大阪府出身の日本の漫画家、イラストレーター。
主にボーイズラブ、挿絵イラストなどを執筆